# Fusion d'étoiles à neutrons
Une fusion d'étoiles à neutrons est un type particulier de collision stellaire. Elle génère des ondes gravitationnelles et des sursauts gamma, et produit par processus r des noyaux atomiques lourds (de numéro atomique supérieur à celui du fer).

## Théorie
La fusion de deux étoiles à neutrons se produit de la même façon que la collision de deux naines blanches (à l'origine d'une petite fraction des supernovas de type Ia). Lorsque deux étoiles à neutrons sont en orbite l'une autour de l'autre à faible distance mutuelle, cette distance diminue au cours du temps en raison du rayonnement gravitationnel. Les deux étoiles finissent par se rencontrer et fusionner en émettant de la matière et des photons. Ce qui reste des deux étoiles devient une étoile à neutrons plus massive ou un trou noir, selon que la masse de ce reste est inférieure ou non à la limite d'Oppenheimer-Volkoff (encore mal connue).
La fusion de deux étoiles à neutrons génère, en l'espace d'une ou deux millisecondes, un champ magnétique des billions de fois plus intense que le champ magnétique terrestre. Cet évènement est probablement à l'origine des sursauts gamma de courte durée. On pense aussi que les fusions d'étoiles à neutrons produisent des kilonovas, qui sont des sources transitoires de rayonnement électromagnétique à plus grandes longueurs d'onde, dû à la désintégration radioactive des noyaux lourds produits par processus r au cours du processus de fusion.
De plus, l'abondance d'éléments lourds observée tels que le curium, l'uranium, l'or ou le plutonium aux débuts du système solaire pourrait être due à une fusion d'étoiles à neutrons aux alentours de 1 000 al de la nébuleuse protosolaire et qui aurait eu lieu près de 80 millions d'années avant la formation du Soleil.

## Observation
Le 17 août 2017, la collaboration LIGO/Virgo détecte un train d'ondes gravitationnelles, attribué à la fusion de deux étoiles à neutrons dans NGC 4993, une galaxie elliptique de la constellation de l'Hydre. Cet évènement, dénommé GW170817, semble lié à deux évènements astronomiques transitoires,,,,,, ce qui en fait un exemple d'astronomie multimessager :
- GRB 170817A, un sursaut de rayons gamma de courte durée (environ 2 s), détecté 1,7 s après le signal gravitationnel ;
- SSS17a, une émission de lumière visible observée 11 h après.

Des simulations numériques effectuées en 2020 indiqueraient qu'il serait possible de détecter des signes avant-coureurs de telles fusions sous forme d'ondes radio dues à l'interaction des deux magnétosphères, ce qui permettrait d'anticiper les observations du phénomène.